# Site archéologique de Goli breg
Le site archéologique de Goli breg (en serbe cyrillique : Археолошко налазиште Голи брег ; en serbe latin : Arheološko nalazište Goli breg) est situé à Brestovik, en Serbie, sur le territoire de la ville de Belgrade et dans la municipalité de Grocka. Il remonte à la Préhistoire jusqu'au Moyen Âge. En raison de son importance, il figure sur la liste des sites archéologiques protégés de la république de Serbie et sur la liste des biens culturels de la ville de Belgrade.

## Présentation
Le site archéologique de Goli breg est situé à proximité du site de Beli breg, sur le côté gauche de la route Belgrade-Smederevo, au confluent du ruisseau Sastavak et du Danube.
Le site, également connu sous le nom d'Orešac, abrite des nécropoles couvrant les périodes du Néolithique, de l'époque romaine et du début de la période slave. Aucune fouille systématique du lieu n'a été réalisée.
Les objets découverts sur place sont conservés au musée national de Serbie et au musée de la ville de Belgrade.